# ExtraTorrent
ExtraTorrent（通常缩写为ET）是娱乐媒体和软件数字内容的在线索引。在关闭之前，它一直是世界前5名的 BitTorrent 索引之一，访问者可以在其中搜索、下载和贡献磁力链接和Torrent 文件，这促进了BitTorrent协议用户之间的点对点文件共享。

## 历史
ExtraTorrent由化名为“SaM”的管理员于2006年创立。
2016年11月，该网站庆祝成立10周年。该网站以庆祝主题短暂更改了其徽标，并发起了一场比赛，让用户猜猜网站上下载次数最多的电影以换取奖品。

## 关闭
2017年5月17日，ExtraTorrent突然主动停止运营。整个网站被管理员的消息所取代，声明该网站将永久关闭（以及所有镜像域），并擦除与该网站及其内容相关的所有数据。 由于紧急维护情况，该网站已经关闭了几天，就在该网站永久关闭前两天。 
根据Alexa Internet的统计数据，在关闭时，ExtraTorrent 的主域名是全球第291位访问量最大的网站。

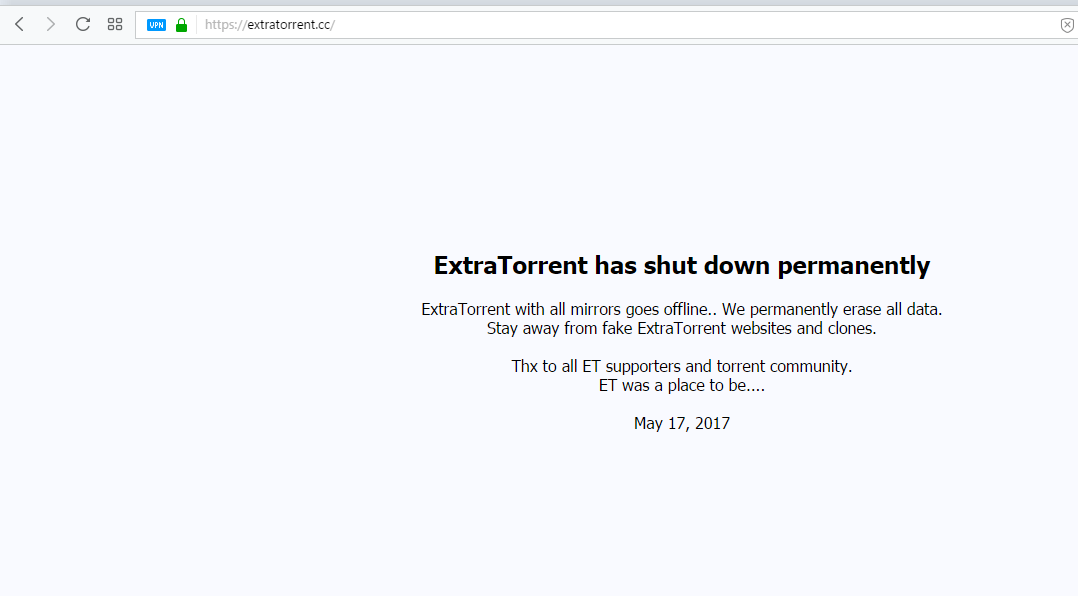
ExtraTorrent网站上的关闭消息

## 克隆
在ExtraTorrent官方网站关闭后不久，网上出现了多个克隆和仿制品。最初，这些克隆中最受欢迎的一个位于extratorrent.cd （页面存档备份，存于）。虽然这最初被推测为官方重新托管， 后来发现它是海盗湾的重新换肤，在 ExtraTorrent 界面下提供来自其数据库的准确信息。 尽管如此，该网站仍然迅速获得了庞大的用户群，在 2017年5月达到了200万独立访问者。迄今为止，没有新的“官方”ExtraTorrent镜像，因为原始数据库在 2017 年关闭期间被擦除。 该网站于 2019 年在西班牙被封锁，其他类似网站如Lime Torrents和1337x也被封锁。 另一个著名的模仿者是extratorrent.ag （页面存档备份，存于） ，该网站与eztv.ag （页面存档备份，存于）的运营商有联系（另一个已解散的EZTV发布组的克隆网站）。